# Самакс
Самакс — индийский правитель IV века до н. э.

## Биография
По предположению канадского исследователя В. Хеккеля, Самакс был правителем в той части Индии, которая прилегала к Арахозии. Он мог принимать участие в битве при Гавгамелах, произошедшей в 331 году до н. э., когда горные инды сражались вместе с солдатами сатрапа Арахозии и Дрангианы Барсаента на левом фланге персидского войска.
После участия в заговоре против персидского царя Дария III Барсаент, по свидетельству Курция Руфа, бежал к Симаксу. Впоследствии, во время Индийского похода, в 326 году до н. э., накануне битвы на Гидаспе, инды выдали их обоих Александру Македонскому. Согласно Арриану, Барсаент был казнён за измену. О судьбе же Самакса исторические источники не сообщают. В. Хеккель отметил, что Самакс, по всей видимости, также расстался с жизнью. Но, по другому мнению, Самакс может быть отождествлён с Самбом — назначенным Александром сатрапом горных индов. Возможно, Курций Руф идентифицировал как одно лицо Самба и «номарха» Доксарея.